# Ediglê
Ediglê Quaresma Farias, mais conhecido apenas como Ediglê (Caucaia, 13 de maio de 1978), é um ex-futebolista brasileiro que atuava como zagueiro ou volante.

## Carreira

### Jogador
Ediglê começou a carreira profissional no Ferroviário em 1997.
Ele ainda passou por Baré-RR, Ceará, Nacional-AM, Rio Negro-AM, Americano e Flamengo-PI, até que chegou no São Raimundo, para cumprir sua primeira passagem, em 2002.
Depois foi para o Atlético de Roraima, até que voltou para o Tufão em 2004, quando foi campeão estadual e disputou Série B do Brasileiro.
Após passagem pelo XV de Novembro de Campo Bom, foi contratado pelo Internacional.
Pelo Inter, foi campeão da Libertadores e do Mundial em 2006. Após três anos de sucesso, se transferiu para o Marítimo de Portugal. 
Em julho de 2008, foi anunciado pela Portuguesa.
Em fevereiro de 2010, foi contratado pelo Náutico.
No ano seguinte, assinou com o Linense até o final do Paulistão, em maio.
Em maio de 2013, acertou com o Nacional-AM para a disputa da Copa do Brasil e da Série D do Campeonato Brasileiro.
Após uma passagem melancólica pelo Nacional-AM, acertou sua volta ao futebol gaúcho como reforço do Passo Fundo para 2014, até o final do Campeonato Gaúcho.
Em 2015 disputou o Campeonato Estadual pelo Fast Clube e em março de 2016, retornou ao time.
No início de 2017, foi anunciado pelo Manaus FC para a disputa do Campeonato Amazonense.
Em janeiro de 2018, foi contratado pelo São Raimundo para a disputa do Campeonato Amazonense.

### Treinador
Após trabalhar como coordenador da base e, posteriormente, coordenador de futebol feminino no Nacional-AM, em setembro de 2019, assumiu a comissão técnica do time feminino no Campeonato Amazonense.

## Títulos
15 de Novembro-RS
- Campeonato do Interior Gaúcho: 2005

Internacional
- Copa Libertadores da América: 2006[21]
- Campeonato Mundial de Clubes da FIFA: 2006[21]

Esportivo-RS
- Campeonato Gaúcho - Divisão de Acesso: 2012

Fast Clube
- Campeonato Amazonense: 2016

Manaus
- Campeonato Amazonense: 2017